# Gongji (sockenhuvudort i Kina, Jilin Sheng, lat 43,00, long 126,89)
Gongji är en sockenhuvudort i Kina. Den ligger i provinsen Jilin, i den nordöstra delen av landet, omkring 170 kilometer sydost om provinshuvudstaden Changchun. Antalet invånare är 31 066. Befolkningen består av 15 201 kvinnor och 15 865 män. Barn under 15 år utgör 14,0 %, vuxna 15-64 år 77 %, och äldre över 65 år 7,0 %.
Runt Gongji är det ganska tätbefolkat, med 65 invånare per kvadratkilometer. Närmaste större samhälle är Huadian, 11,8 km väster om Gongji. Omgivningarna runt Gongji är en mosaik av jordbruksmark och naturlig växtlighet.
Genomsnittlig årsnederbörd är 1 145 millimeter. Den regnigaste månaden är juli, med i genomsnitt 269 mm nederbörd, och den torraste är januari, med 12 mm nederbörd.